# 65. п. н. е.

## Догађаји
- Митридат склапа савез са меотским племенима и заузима Босфорско царство

## Рођени
- 8. децембар — Квинт Хорације Флак